# Les Cabanyes
Les Cabanyes és un petit municipi de la comarca de l'Alt Penedès, situat al nord-oest de Vilafranca del Penedès.

## Geografia
- Llista de topònims de les Cabanyes (Orografia: muntanyes, serres, collades, indrets..; hidrografia: rius, fonts...; edificis: cases, masies, esglésies, etc).

Es troba a una altitud sobre el nivell del mar de 252 metres i és un dels municipis més petits de la comarca, amb 1,79 km². Situat a la plana limita al nord i a l'oest amb Vilobí del Penedès, a l'est amb La Granada, al sud amb Vilafranca del Penedès, i al sud-oest amb Pacs del Penedès. La muntanyeta de Sant Jaume és l'accident més important del terme municipal que, a més, drena el torrent de la Torreta, tributari del torrent de la Rovira i de la riera de Ribes.

## Història
Segons les dades arqueològiques, a Les Cabanyes, més concretament a Sant Valentí, hi havia una vil·la romana que se situa entre el segle i aC i el vii de la qual encara ara es pot veure un fragment de mosaic.
No és fins a finals del segle xii que apareix documentat el poble de Les Cabanyes. Va ser bastit en un lot de terres, propietat de l'Orde de Sant Joan de Jerusalem i que seria actualment un únic carrer, però tenia diferents nuclis, un altre a l’actual Mas Albornà i l'últim al voltant de l'església. L'orde de l'Hospital de Sant Joan de Jerusalem s'establí a l'església romànica de Sant Valentí el 1135 i hi instal·là la comanda de Sant Valentí de Les Cabanyes, la primera que l'orde fundava al Penedès i una de les primeres comandes a tot Catalunya. Adquirí riqueses per moltes de les donacions que va rebre dels cavallers de la comarca, de les quals és significativa la de Guillen de Granada l'any 1137. L'any 1306 s'efectuà el trasllat de la comanda hospitalera a la capella de Sant Joan, a Vilafranca del Penedès.
Posteriorment, amb la crisi econòmica baix medieval la població va entrar en decadència i no va ser fins al segle XVI que es van establir el límits municipals que han previngut. Més tard, durant el segles XVII i XVIII el poble va anar progressant i va arribar a passar el centenar d'habitants.
Dues vegades el municipi ha hagut de defensar la seva autonomia. El 1868 el govern proposa ajuntar els pobles de Vilobí i Les Cabanyes, però l’Ajuntament s'hi oposa. La proposta es repeteix el 1924, amb el mateix resultat. L’Ajuntament de Les Cabanyes ho rebutja al·legant la llarga història que té al darrere i el compliment tothora de les seves obligacions i disposicions legals que avalen l’autonomia municipal.
La casa pairal de Mas Gomà va ser el lloc de naixement del Dr. Josep Torras i Bages (1846-1916).

### Escut
L'escut actual es va aprovar el 1998 i es defineix com a escut caironat: de gules, una cabanya de sable acosta de 2 creus de Malta. Per timbre una corona mural de poble.

### Els noms dels carrers
El 10 de maig de 1937, el Ple decideix canviar els noms dels carrers per numerals de l’U a l’Onze. Més tard, durant el franquisme, alguns dels carrers es van canviar de nom per Generalísimo Franco i José Antonio Primo de Ribera i va ser el moment en què es va anomenar Carrer Torras i Bages al carrer on se situava la casa del fill il·lustre. Posteriorment, l’any 1978, el carrer del Generalísimo va tornar a ser l’Avinguda U i el carrer José Antonio Primo de Ribera, el Carrer Dos.
Sembla molt senzill d’entendre que si per racionalitzar el plànol d’una ciutat posem números com a noms de carrer, aquests segueixin un ordre. En el primer plànol, tenim com a carrers principals l’Avinguda U i el Carrer Cinc. Des d’un carrer a l’altra hi ha el Carrer Dos, Tres, Quatre i Sis. Després d’aquests, els carrers es van anar anomenant i no sabem quin criteri es va fer servir. Més de seixanta anys després, per orientar-nos a Les Cabanyes, necessitem l’ajut inestimable d’un plànol actualitzat.

## Fills il·lustres
- Dr. Josep Torras i Bages
- Benjamí Santacana i Amorós

## Demografia
| 1497 f | 1515 f | 1553 f | 1717 | 1787 | 1857 | 1877 | 1887 | 1900 | 1910 |
| ------ | ------ | ------ | ---- | ---- | ---- | ---- | ---- | ---- | ---- |
| 6      | 5      | 7      | 51   | 110  | 335  | 359  | 396  | 366  | 389  |

| 1920 | 1930 | 1940 | 1950 | 1960 | 1970 | 1981 | 1990 | 1992 | 1994 |
| ---- | ---- | ---- | ---- | ---- | ---- | ---- | ---- | ---- | ---- |
| 441  | 416  | 364  | 361  | 355  | 371  | 362  | 338  | 422  | 422  |

| 1996 | 1998 | 2000 | 2002 | 2004 | 2006 | 2008 | 2010 | 2012 | 2014 |
| ---- | ---- | ---- | ---- | ---- | ---- | ---- | ---- | ---- | ---- |
| 468  | 505  | 544  | 585  | 647  | 791  | 890  | 902  | 947  | 961  |

| 2016 | 2018 | 2020 | 2022 | 2024  | 2026 | 2028 | 2030 | 2032 | 2034 |
| ---- | ---- | ---- | ---- | ----- | ---- | ---- | ---- | ---- | ---- |
| 943  | 965  | 979  | 999  | 1.012 | -    | -    | -    | -    | -    |